# E=MC² (Atomic Basie)
Nem tévesztendő össze a következővel: E=MC² (Mariah Carey-album).
Az 1957-es E=MC² (más néven The Atomic Basie, későbbi kiadáson The Complete Atomic Mr Basie)  Count Basie amerikai dzsesszzongorista hetedik nagylemeze. Szerepel az 1001 lemez, amit hallanod kell, mielőtt meghalsz című könyvben.

## Az album dalai

### Eredeti album
|     | Cím                     | Szerző(k)    | Hossz |
| --- | ----------------------- | ------------ | ----- |
| 1.  | Kid from Red Bank       | Basie, Hefti | 2:42  |
| 2.  | Duet                    | Hefti        | 4:12  |
| 3.  | After Supper            | Hefti        | 3:26  |
| 4.  | Flight of the Foo Birds | Hefti        | 3:24  |
| 5.  | Double-O                | Hefti        | 2:47  |
| 6.  | Teddy the Toad          | Basie, Hefti | 3:19  |
| 7.  | Whirlybird              | Hefti        | 3:51  |
| 8.  | Midnite Blue            | Hefti        | 4:28  |
| 9.  | Splanky                 | Hefti        | 3:36  |
| 10. | Fantail                 | Hefti        | 2:56  |
| 11. | Lil' Darlin             | Hefti        | 4:51  |

### Bónuszdalok
|     | Cím                                          | Szerző(k)      | Hossz |
| --- | -------------------------------------------- | -------------- | ----- |
| 12. | Silks and Satins                             | Mundy          | 4:05  |
| 13. | Sleepwalker's Serenade (alternatív változat) | Hefti          | 3:37  |
| 14. | Sleepwalker's Serenade                       | Hefti          | 3:39  |
| 15. | The Late, Late Show                          | Alfred, Berlin | 2:52  |
| 16. | The Late, Late Show (énekkel)                | Alfred, Berlin | 3:02  |

## Közreműködők
- Wendell Culley – trombita
- Snooky Young – trombita
- Thad Jones – trombita
- Joe Newman – trombita
- Henry Coker – harsona
- Al Grey – harsona
- Benny Powell – harsona
- Marshall Royal – fúvós hangszerek
- Frank Wess – fúvós hangszerek
- Eddie "Lockjaw" Davis – fúvós hangszerek
- Frank Foster – fúvós hangszerek
- Charles Fowlkes – fúvós hangszerek
- Count Basie – zongora
- Eddie Jones – nagybőgő
- Freddie Green – gitár
- Sonny Payne – dob
- Joe Williams – ének (The Late, Late Show)
- Neal Hefti – hangszerelés (1-es és 11-es dalok)
- Jimmy Mundy – hangszerelés (12-es és 14-es dalok)